# 얼굴들 (2019년 영화)
"얼굴들"은 2019년에 개봉한 대한민국의 영화이다.

## 캐스팅
- 박종환 : 기선 역
- 김새벽 : 혜진 역
- 백수장 : 현수 역
- 윤종석 : 진수 역
- 류경수
- 허석 : 축구부원 역